# Nežnyj vozrast (film 1983)
Nežnyj vozrast (Нежный возраст) è un film del 1983 diretto da Valerij Isakov.

## Trama
Il film racconta degli adolescenti Kir Lopuchov e Alёsha Mamykin che si sono diplomati e sono entrati nella scuola di artiglieria. Gli rimangono solo tre giorni, per i quali devono salutare tutti, e Kir ha bisogno di scoprire il destino della sua ragazza Olja. La incontra nella metropolitana il giorno prima della partenza, l'accompagna a casa e al mattino parte con Alёša al fronte.